# 吳剛 (香港)
吳剛（英語：Kong Ng，1955年—），原名吳信義，法名吳法剛，人稱吳剛師傅，香港前男演員。

## 生平
吳剛在1970年代中期於香港新聯電影公司（銀都機構前身之一）出道，演出多部電影；1980年代初成為麗的電視（亞洲電視前身）藝人，演出多部古裝劇；1990年代轉投無綫電視。吳曾在幕前表演「心口碎大石」、淋滾油、行鋼線、啃燒炭等高難度特技，房中術以及占卜算命。因此，無綫電視台慶劇節目曾多次邀請他在《萬千星輝賀台慶》和《歡樂滿東華》而亮相表演，其後有傳媒揭穿他碎的是假磚頭、喝了的是大隻佬假油。2001年，他首創的「金鐘罩」表演被腰斬後，之後黯然引退。2000年代后期，息影退出娛樂圈多年後，近年轉戰飲食界，開設「煌府婚宴專門店」。該經營廚房餐廳至今一共有1500多間分店，讓吳剛晉身億萬富豪行列。
2014年11月16日，吳剛他在許靖韻和張致恆等人合作翻唱的作品《相逢何必曾相識》中，擔任歌中劇「相逢何必曾燒衣」之男主角，並與女主角吳麗珠合作。

## 演出作品

### 電視劇（麗的電視／亞洲電視）
- 1981年 《蕩寇誌》 飾 三寶
- 1983年 《唐伯虎三戲秋香》 飾 周文賓
- 1984年 《醉拳王無忌》 飾 王無忌
- 1984年 《劍仙李白》
- 1984年 《天堂鳥》
- 1984年 《醉拳王無忌之日帝月后》 飾 王無忌
- 1985年 《仙女多情》
- 1985年 《十兄弟》 飾 大力三
- 1986年 《胭脂淚》
- 1986年 《秦始皇》 飾 秦舞陽
- 1987年 《佳人有難》
- 1987年 《女捕快》
- 1988年 《大銅鑼》
- 1988年 《大宦官》
- 1988年 《黑夜》 飾 鄺祖慈
- 1988年 《迷魂》
- 1989年 《天堂夢》 飾 倪向東
- 1989年 《小小大女人》
- 1989年 《仙鶴神針》
- 1989年 《小白龍之死城記》 飾 喬捕快
- 1989年 《皇家檔案之引火自焚》飾 彭耀武

### 電視劇（無綫電視）
- 1990年 《烏金血劍》 飾 田仲謀
- 1990年 《茶煲世家》 飾 何文田
- 1992年 《拳王賭至尊》 飾 高健
- 1992年 《大地飛鷹》 飾 獨孤痴
- 1992年 《我爲錢狂》 飾 黎旭
- 1992年 《極度空靈》 飾 主持
- 1992年 《重案傳真》 飾 余小明
- 1992年 《出位江湖》 飾 胡剛
- 1992年 《大賭場》 飾 天凡
- 1993年 《不可思議星期二》之鬼戀人（嘉賓）
- 1994年 《精門五虎之拳霸天下》

### 電影
- 1977年 《風頭人物》 飾 劉偉良
- 1978年 《歡天喜地一家親》 飾 林少鴻
- 1979年 《奇人奇事奇上奇》
- 1979年 《鬼馬智多星》
- 1991年 《猛鬼狐狸精》 飾 阿剛
- 1991年 《色降》 飾 阿剛
- 1992年 《大靈通》
- 1998年 《色降II萬里驅魔》

### 電視節目（無綫電視）
- 萬千星輝賀台慶
- 歡樂今宵
- 靈通天地綫
- 歡樂滿東華
- 超感官世界（1990年）
- 十點半港情講趣（第13集嘉賓，1990年）
- 開心浪漫俏夫人（1992年)
- 香港搞笑工程（1994年）
- 聲色犬馬奇趣錄（1995年）

### 廣告
- 2016年：富臨集團

## 爭議

### 涉嫌多次詐騙事件
吳剛曾經涉及多次詐騙事件，其中包括2000年借劉德華名義宣傳其代理之果汁，2001年向屋邨長者出售聲稱可減肥排毒的「健康能量棍」，2020年被揭發拖欠3萬多元陳奕迅演唱會門票錢未退還。

### 被揭發破產後維持高消費生活
吳剛於2012年被法院頒令破產，但其後被發現生活依然富貴，與家人居住九龍站上蓋的千萬豪宅君臨天下，一對子女還在英國完成大學畢業，雖然他是破產人士，出入跟家人外出照舊坐計程車。

## 外部連結
- 吳剛在香港影庫上的簡介